# Pegomya canariensis
Pegomya canariensis este o specie de muște din genul Pegomya, familia Anthomyiidae, descrisă de Verner Michelsen în anul 1985. Conform Catalogue of Life specia Pegomya canariensis nu are subspecii cunoscute.